# Хрієнко Юрій Володимирович
Юрій Володимирович Хрієнко (нар. 8 листопада 1976) — український футболіст, воротар.

## Життєпис
Юрій Хрієнко народився 8 листопада 1976 року. Розпочав кар'єру футболіста в на той час аматорському клубі «Гірник» (Комсомольськ). На аматорському рівні виступав у складі клубу в сезонах 1993/94 та 1994/95 років, за цей час у футболці «Гірника» зіграв 22 поєдинки. В сезоні 1995/96 років команда дебютувала у Групі Б другої ліги та посіла досить скромне 16-те місце. У цій команді Юрій не був основним гравцем і відіграв лише 2 поєдинки, в яких пропустив 4 м'ячі.
Наступним клубом Хрієнка став ФК «Миргород», який виступав утой час також у другій лізі. У складі команди з Миргорода Юрій виступав з 1997 по 1999 роки. За цей час у складі командив в другій лізі він відіграв 19 матчів та пропустив 30 м'ячів. Також у сезоні 1998/99 років він відіграв 1 поєдинок у кубку України, в якому пропустив 4 м'ячі. 
У 1999—2000 роках Юрій виступав у складі кременчуцького «Адомс», який протягом цього часу виступав у другій лізі. В цей час кременчуцький клуб не демонстрував особливо вдалої гри, до того ж періодично відчував фінансові труднощі. Тим не менше, в цьому клубі в національному чемпіонаті Юрій відіграв 8 матчів та пропустив 4 м'ячі, ще 1 поєдинок він відіграв у кубку України.
Під час зимової паузи сезону 2000/01 років вперше відправляється за кордон, до Чехії. Там він підписує контракт з клубом вищого дивізіону чемпіонату Чехії Вікторія (Пльзень), але в чеському клубі так і не заграв, провівши у його складі лише один поєдинок в національному чемпіонаті. З метою отримання постійної ігрової практики переходить до нижчолігового столичного клубу «Адміра-Славой».
Проте вже в липні 2000 року знову виступає у складі своєї колишньої команди, «Адомса», в команді він перебував до завершення календарного року. За цей час у складі кременчуцького клубу в національному чемпіонаті зіграв 14 поєдинків та пропустив 15 м'ячів, ще 2 матчі Хрієнко відіграв у кубку України. Взимку 2000 року робить крок вперед у своїй кар'єрі та переходить до команди першої ліги, кіровоградської Зірки. У цьому клубі Юрій став основним воротарем команди, в чемпіонаті України відіграв 12 поєдинків, в яких пропустив лише 11 м'ячів. Ще 1 матч у складі кіровоградців Юрій відіграв у кубку України.
Вдала гра Юрія не залишилася непоміченою з боку іншої команди з Кіровоградської області, олексадрійської «Поліграфтехніки». І вже 27 квітня 2002 року в матчі вищої ліги між олександрійською командою та маріупольським «Металургом» Юрій дебютував не лише у складі «Поліграфтехніки», а й у вищій лізі. Варто відзначити, що у сезоні 2001/02 років це був єдиний матч у футболці «поліграфів». Але вже наступного сезону Хрієнко стає основним воротарем олександрійців. Протягом літньо-осінньої частини сезону 2002/03 років у вищій лізі Юрій відіграв 14 матчів та пропустив 20 м'ячів. Ще 2 матчі (1 пропущений матч) за олександрійців Юрій відіграв у кубку України. Але в цей час олександрійці почали відчувати проблеми з фінансуванням, тому Юрій вирішив змінити клуб.
У 2003—2004 роках Хрієнко виступає у складі вінницької «Ниви», яка на той час виступала в першій лізі України. І якщо в другій частині 2002/03 років Юрій був основним гравцем, то у першій частині 2004/05 років він втратив місце в основі. Загалом у футболці вінничан Юрій Хрієнко в першій лізі зіграв 10 матчів та пропустив 7 м'ячів, у національному кубку — 3 матчі та 4 пропущені м'ячі. Сезон 2005/06 років Юрій провів у Запоріжжі, у складі Металурга, який виступав у вищій лізі. Але за головну команду запорожан Юрій відіграв лише 1 поєднок, в якому пропустив 3 голи. Натомість 14 матчів він провів за «Металург» у першості дублерів, а також виступав у друголіговому фарм-клубів запорожців, команді Металург-2, у складі якого відіграв 9 поєдинків та пропустив 5 м'ячів.
Наступним клубом гравця став кременчуцький «Кремінь», який на той час виступав у другій лізі. У команді з Кременчука він виступав у 2006—2007 роках. У своєму новому клубі Юрій став основним воротарем. За цей час у футболці «Кременю» в національному чемпіонаті Хрієнко відіграв 38 матчів, в яких пропустив 35 м'ячів. Ще 2 поєдинки (3 пропущені м'ячі) Юрій відіграв у кубку України в сезоні 2007/08 років.
Наприкінці 2007 року Хрієнко вдруге покидає Україну та переїздить до Узбекистану, в якому з 2008 року починає виступати за місцеву команду «АГМК». За узбецький клуб Юрій виступав до 2010 року. За цей час у вищій лізі Узбекистану Юрій Хрієнко зіграв 74 поєдинки. В 2010 році саме в узбецькій команді Юрій завершив кар'єру професійного футболіста.
У 2012 році Юрій Хрієнко грав у складі аматорського клубу «Зоря (с.Білозір'я)», який виступав у чемпіонаті Черкаської області. У складі «Зорі» у 2012 році Юрій став переможцем обласного чемпіонату та кубку.

## Досягнення
- Чемпіонат Черкаської області
  -  Чемпіон (1): 2012

- Кубок Черкаської області
  -  Володар (1): 2012